# Mel B
Mel B lub Melanie B, właśc. Melanie Janine Brown (ur. 29 maja 1975 w Leeds) – brytyjska piosenkarka, aktorka i prezenterka telewizyjna.
Była wokalistka zespołu Spice Girls, w którym występowała pod pseudonimem Scary Spice. W czasie przerwy od występowania w zespole wydała debiutancki, solowy album studyjny pt. Hot. Główny singiel z płyty, „I Want You Back”, dotarł do pierwszego miejsca na UK Singles Chart i znalazł się na ścieżce dźwiękowej do filmu Miłość jest dla głupców (1998). Inne single z tego albumu, „Tell Me” i „Feels So Good”, pojawiły się w pierwszej dziesiątce w Wielkiej Brytanii. Po podpisaniu kontraktu z niezależną wytwórnią Amber Café wydała drugi solowy album pt. L.A. State of Mind, który promowała singlem „Today”. W 2013, po ośmioletniej przerwie wydawniczej zaprezentowała singiel „For Once in My Life”.
Równolegle z działalnością muzyczną udziela się w telewizji. W 2007 zajęła z Maksimem Czmerkowskim drugie miejsce w finale piątej edycji amerykańskiego programu Dancing with the Stars. Była jurorką w australijskiej (2011–2012, 2016) i brytyjskiej (2014) wersji The X Factor, jurorką w America’s Got Talent (2013–2019) i mentorką w The Voice Kids Australia (2014). W 2012 współprowadziła australijski program Dancing with the Stars, od 2016 współprowadzi brytyjską edycję Lip Sync Battle.

## Życiorys
We wrześniu 2007 wzięła udział w programie Dancing with the Stars, w którym ostatecznie zajęła drugie miejsce. W latach 2011–2012 i ponownie w 2016 była jurorem australijskiej edycji programu The X Factor. W 2012 wraz z Danielem MacPhersonem współprowadziła 12. edycję australijskiej wersji formatu Taniec z gwiazdami.

## Życie prywatne
Z małżeństwa z Jimmym Gulzarem (1998–2000) ma córkę Phoenix Chi (ur. 19 lutego 1999). Ma też córkę Angel Iris (ur. 3 kwietnia 2007) ze związku z amerykańskim aktorem komediowym, Eddiem Murphym. 6 czerwca 2007 wzięła ślub w Las Vegas z producentem muzycznym Stephenem Belafontem, któremu w 2011 urodziła córkę Madison. Rozwiedli się w grudniu 2017.

## Dyskografia
| 2000                           | Hot - Data: 9 października 2000 - Wydawca: Virgin Records                | 28 | 69 | - UK: srebro |
| 2005                           | L.A. State of Mind - Data: 27 czerwca 2005 - Wydawca: Amber Café Records | –  | –  |              |
| „–” pozycja nie była notowana. |                                                                          |    |    |              |